# آنیا تیکشرا
آنیا تیکشرا (انگلیسی: Anya Teixeira; ۱ ژانویهٔ ۱۹۱۳ – ۱ ژانویهٔ ۱۹۹۲) عکاس اهل بریتانیا بود.